# Переволочан
Переволоча́н (баш. Переволочан) — деревня в Хайбуллинском районе Башкортостана, входит (с 2008 года) в Татыр-Узякский сельсовет. 

## История
Название восходит к именованию гор. Переволоцка .
Вплоть до 2008 года деревня входила в состав Байгускаровского сельсовета, упразднённого согласно Закону Республики Башкортостан от 19.11.2008 N 49-з «Об изменениях в административно-территориальном устройстве Республики Башкортостан в связи с объединением отдельных сельсоветов и передачей населённых пунктов».

## Население
| 2002 | 2010 |
| ---- | ---- |
| 109  | ↘67  |

Национальный состав
Согласно переписи 2002 года, преобладающая национальность — башкиры (86 %).

## Географическое положение
Расстояние до:
- районного центра (Акъяр): 21 км,
- центра упразднённого Байгускаровского сельсовета (Байгускарово): 7 км,
- ближайшей ж/д станции (Сара): 79 км.